# Un paseo bajo el sol
Un paseo bajo el sol (en inglés: A Walk in the Sun) es una película bélica de 1945 basada en la novela de Harry Brown  y dirigida y producida por Lewis Milestone.

## Sinopsis
Durante la invasión aliada de Italia de Segunda Guerra Mundial, el sargento Bill Tyne (Dana Andrews) ordena a su escuadrón que ataque una granja fortificada. El film se caracteriza por su gran realismo en el aspecto táctico.
En enero de 1945 Milestone enseñó su trabajo a la Armada para su aprobación. El ejército había aportado al coronel Thomas D. Drake como asistente técnico. Drake había sido ascendido desde soldado a sargento en la Primera Guerra Mundial y en la Segunda había comandado la 168ª de Infantería, la 34.ª de Infantería en la campaña del Norte de África donde el y su regimiento fue capturado por los alemanes en la Batalla del Paso de Kasserine. Drake había sido recientemente intercambiado por los alemanes por su problemas de salud.

## Personajes
- Dana Andrews — Sargento Bill Tyne
- Richard Conte — Soldado Rivera
- George Tyne — Soldadao Jake Friedman
- John Ireland — PFC Windy Craven
- Lloyd Bridges — Sargento Ward
- Sterling Holloway — McWilliams
- Norman Lloyd — Soldado Archimbeau
- Herbert Rudley — Sargento Eddie Porter
- Richard Benedict — Soldado Tranella
- Huntz Hall — Soldado Carraway
- James Cardwell — Sargento Hoskins
- George Offerman Jr. — Soldado Tinker
- Steve Brodie — Soldado Judson
- Matt Willis — Sargento Pete Halverson
- Chris Drake — Rankin
- Alvin Hammer — Johnson
- Victor Cutler — Cousins
- Jay Norris — James
- John Kellogg — Riddle